# Мониторы типа «Миантономо»
Мониторы типа «Миантономо» (англ.  Miantonomoh-class) — серия из четырёх больших мореходных двухбашенных мониторов, построенных для военно-морского флота США во время Гражданской войны в Америке. Стали самыми мощными серийными американскими броненосцами, построенными в те годы. В боевых действиях принимали ограниченное участие; служили в составе флота США до середины 1870-х, когда в рамках «модернизации и ремонта» военно-морского секретаря С. Робсона, эти устаревшие корабли были списаны на лом, и под их именами заложены новые.

## История
В ходе Гражданской войны в Америке серийные мониторы типов «Пассаик» и «Каноникус» продемонстрировали себя весьма эффективными кораблями для действий в прибрежных водах. Однако, военно-морской департамент был не вполне доволен этими кораблями, считая их медлительными, недостаточно мореходными и недовооруженными. Два тяжелых орудия в единственной вращающейся башне, которыми вооружались мониторы этих двух типов, удовлетворяли требованиям поражения кораблей противника, но совершенно не годились для эффективной бомбардировки береговых укреплений, где на первое место выходила огневая производительность а не вес снарядов.
Простейшим решением казалось построить крупные мониторы с более чем одной башней. В 1862, по заказу флота был заложен экспериментальный двухбашенный монитор «Онондага», предназначавшийся для действий в прибрежных водах. Он оказался вполне удачным кораблем. Воодушевленные этим экспериментом, адмиралы осенью 1862 года заказали проект крупного двухбашенного монитора, способного совершать морские переходы.
Так как изобретатель концепции монитора, Джон Эрикссон отказывался строить двухбашенные мониторы, считая наиболее совершенным именно однобашенный тип, четыре монитора серии «Миантономо» были заложены на верфях флота. Это оказалось нелегкой задачей для государственных верфей, уступавшим частным в техническом оснащении, и постройка серии затянулась почти до самого конца войны.

## Конструкция
Мониторы типа «Миантономо» были первыми крупными мониторами, заложенными как мореходные корабли. Для экономии средств и ускорения строительства, их корпуса делались из дерева, обшитого железной броней; однако, при этом не учли сильную точечную нагрузку, создаваемую броневыми башнями. Их водоизмещение составляло 3400 тонн, при длине 78,8 метров, ширине 16,08 метра и осадке 3,86 метра.
В отличие от мониторов ранних типов, спроектированных Эрикссоном, борта мониторов типа «Миантономо» не имели характерного выступа корпуса в верхней части. Их броневой пояс крепился прямо к обшивке, без дополнительной деревянной прослойки.
Формально относясь к единому проекту, все четыре монитора отличались незначительными деталями.

### Вооружение
Мониторы этой серии вооружались четырьмя 380-миллиметровыми гладкоствольными дульнозарядными орудиями Дальгрена, установленными попарно в двух вращающихся башнях. Это были орудия позднего образца, с удлиненным стволом.
Каждая пушка весила 19,5 тонн; она стреляла железным или стальным ядром весом в 200 килограмм или фугасной бомбой весом в 163 килограмма. Для поражения живой силы противника, могли использоваться заряды картечи из сотни килограммовых пуль в жестяной банке. При выстреле ядром с дистанции около 200—300 метров, пушка могла проломить три слоя кованой железной брони, наложенные друг на друга и наклоненные под углом в 30 градусов к горизонтали (эквивалент приблизительно 200 миллиметров вертикальной брони). Однако, из-за невысокой начальной скорости, бронепробиваемость орудия быстро падала.
Все пушки были установлены в башнях конструкции Эрикссона, вращающихся на центральной оси и приводимых в движение паровой машиной. Для своего времени, мониторы были вооружены вполне адекватно, но к началу 1870-х прогресс в области нарезных орудий сделал тяжелые гладкоствольные пушки устаревшими.

### Броневая защита
Броневой пояс мониторов серии «Миантономо» защищал весь их невысокий надводный борт, нижней кромкой спускаясь примерно на полметра ниже ватерлинии. В отличие от береговых мониторов, броня пояса «Миантономо» была изготовлена не из наложенных друг на друга листов металла, а из сплошных 114 миллиметровых кованых железных плит. Подобная защита существенно превосходила по прочности слоистое бронирование предшествующих мониторов.
Броневые башни были защищены слоистой броней из одиннадцати слоев наложенных друг на друга кованых железных плит, толщиной в 25 миллиметров каждая. Общая толщина броневой защиты на башнях достигала 279 миллиметров. Хотя такая слоистая броня и была менее прочна, чем сплошные плиты равной толщины, она была проще в изготовлении и ремонте: промышленность США  не могла изготавливать изогнутые плиты большой толщины, необходимые для бронирования башен.
Палуба кораблей защищалась одним слоем кованых железных плит, толщиной в 38 миллиметров. Подобная защита считалась вполне достаточной — при малых дистанциях боя, характерных для того времени, практически весь огонь велся по настильной траектории и вероятность попадания в палубу под большим углом была пренебрежимо мала.
Броневые рубки мониторов были смонтированы на крыше башен. Рубка удерживалась в неподвижном положении центральной осью башни; она защищалась восемью слоями 25 миллиметровых плит, общей толщиной 200 миллиметров.

### Силовая установка

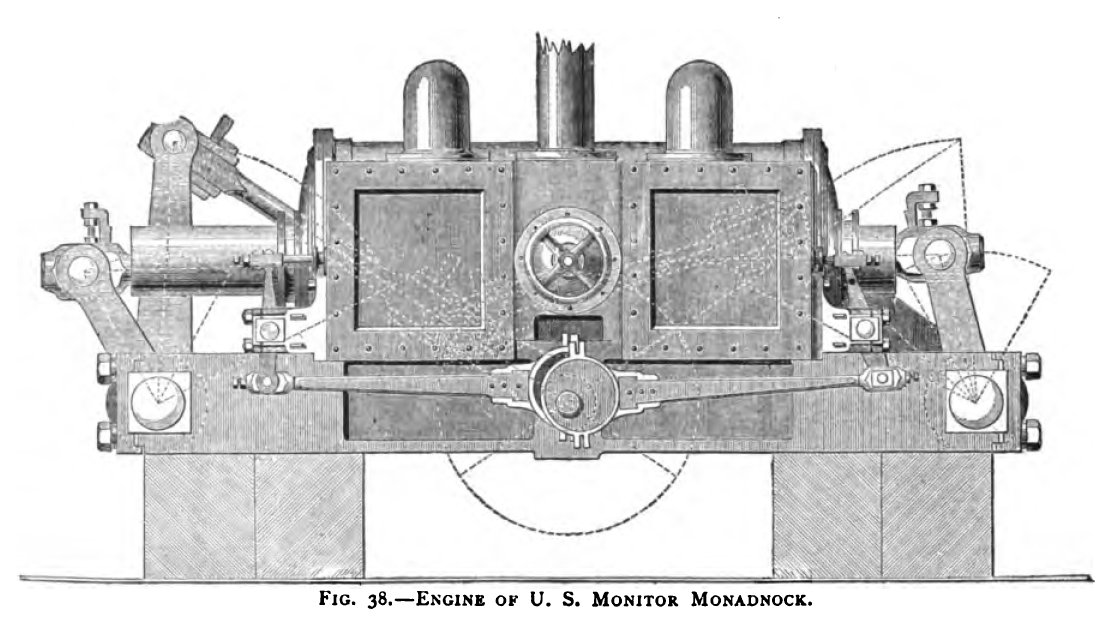
Паровая машина с вибрирующими рычагами, разработанная Эрикссоном специально для мониторов.

Мониторы типа «Миантономо» были двухвинтовыми; силовые установки у первых двух кораблей отличались от последующих. Так, «Агаментикус» и «Монаднок» были оснащены машинами конструкции Эрикссона с вибрирующими рычагами, специально разработанными для машинных отделений мониторов. Их скорость на мерной миле составила 8,5-9 узлов соответственно.
«Миантономо» и «Тонаванда» были оснащены более традиционными горизонтальными возвратно-поступательными машинами; скорость первого не превысила 7 узлов, зато второй развил 10,5 узлов, став быстрейшим в серии.
Пар на всех кораблях обеспечивали четыре трубчатых котла Мартина; мощность силовых была формально одинакова и составляла 1400 л. с. На практике, мощность силовых различалась.

## В серии
- «Агаментикус» — c 1869 года «Террор»[3]
- «Миантономо»
- «Монаднок»
- «Тонаванда» — с 1869 года «Амфитрит»

## Служба

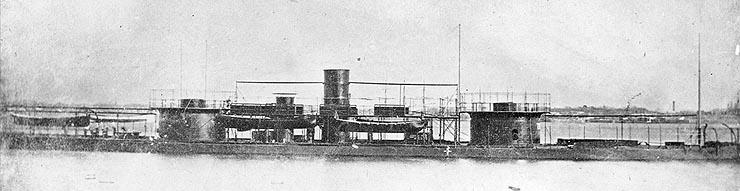
«Агаментикус» в 1865

Из всех мониторов этого типа участие в Гражданской войне США успел принять лишь «Монаднок», в декабре 1864 — январе 1865 поддержавший атаки против форта Фишер. Этот форт прикрывал последний ещё доступный для блокадопрорывателей порт южан — Уилмингтон, и только через Уилмингтон критически необходимое военное снаряжение ещё могло доставляться из-за границы в Конфедерацию. Северяне придавали захвату форта Фишер особое значение; его падение означало возможность заблокировать подступы к Уилмингтону и окончательно отрезать проигравшую Конфедерацию от снабжения. В ходе крупнейшей в XIX веке десантной операции против форта Фишер, «Монаднок» своей мощной артиллерией поддерживал высадку, подавляя конфедеративные укрепления; благодаря малой осадке, он, и другие мониторы могли оперировать вблизи берега. В самом конце войны, «Монаднок» блокировал в Гаване броненосец южан «Стоунуолл», построенный во Франции и пересекший Атлантику вскоре после капитуляции Конфедерации.
До окончания военных действий в строй успел вступить и «Агаментикус»; однако, в боевых операциях участия он уже не принимал. Два последних монитора серии, «Миантономо» и «Тонаванда» были достроены уже после окончания Гражданской Войны.
Летом 1866 года «Миантономо» совершил знаменитый переход через Атлантику, перейдя из Америки в Европу за 11 дней. Целью этого перехода было как подтвердить способность низкобортных башенных кораблей к океанским плаваниям, так и продемонстрировать мощь американского флота европейским державам, в первую очередь — Англии и Франции, враждебно настроенных к северянам во время Гражданской войны в Америке. Прибыв в Куинстон 16 июня, «Миантономо» посетил порты Великобритании, Франции, Швеции и союзной американцам России; визит монитора в Кронштадт 5 августа был встречен с большим торжеством. Во время стоянки в Кронштадте, корабль посетил царь Александр II и многие офицеры российского флота.
Этот демонстрационный переход породил преувеличенное представление о океанских возможностях низкобортных башенных броненосцев. Хотя большие мониторы вроде «Миантономо» действительно могли без особого риска совершать океанские переходы, сражаться в открытом море они были не в состоянии. Волны захлестывали их очень низкий борт, и открытие орудийных портов в непогоду могло грозить кораблю гибелью. Кроме того, условия обитаемости внутри находившегося под водой корпуса монитора были чрезвычайно плохи; на переходе, кочегары часто теряли сознание от жары и духоты.
После войны, мониторы типа «Миантономо» оставались сильнейшими кораблями американского флота. «Агаментикус» и «Тонаванда» (с 1866 ставший учебным кораблем) практически сразу же после вступления в строй были выведены в резерв; вскоре к ним присоединился вернувшийся из Европы «Миантономо». «Монаднок» в конце 1865 был переведен на Тихий Океан, для усиления американского Тихоокеанского Эскадрона. В дальнейшем, эти мониторы периодически комплектовались для службы в 1869—1872 годах.

## Мониторы типа «Амфитрит»
См. Мониторы типа «Амфитрит».

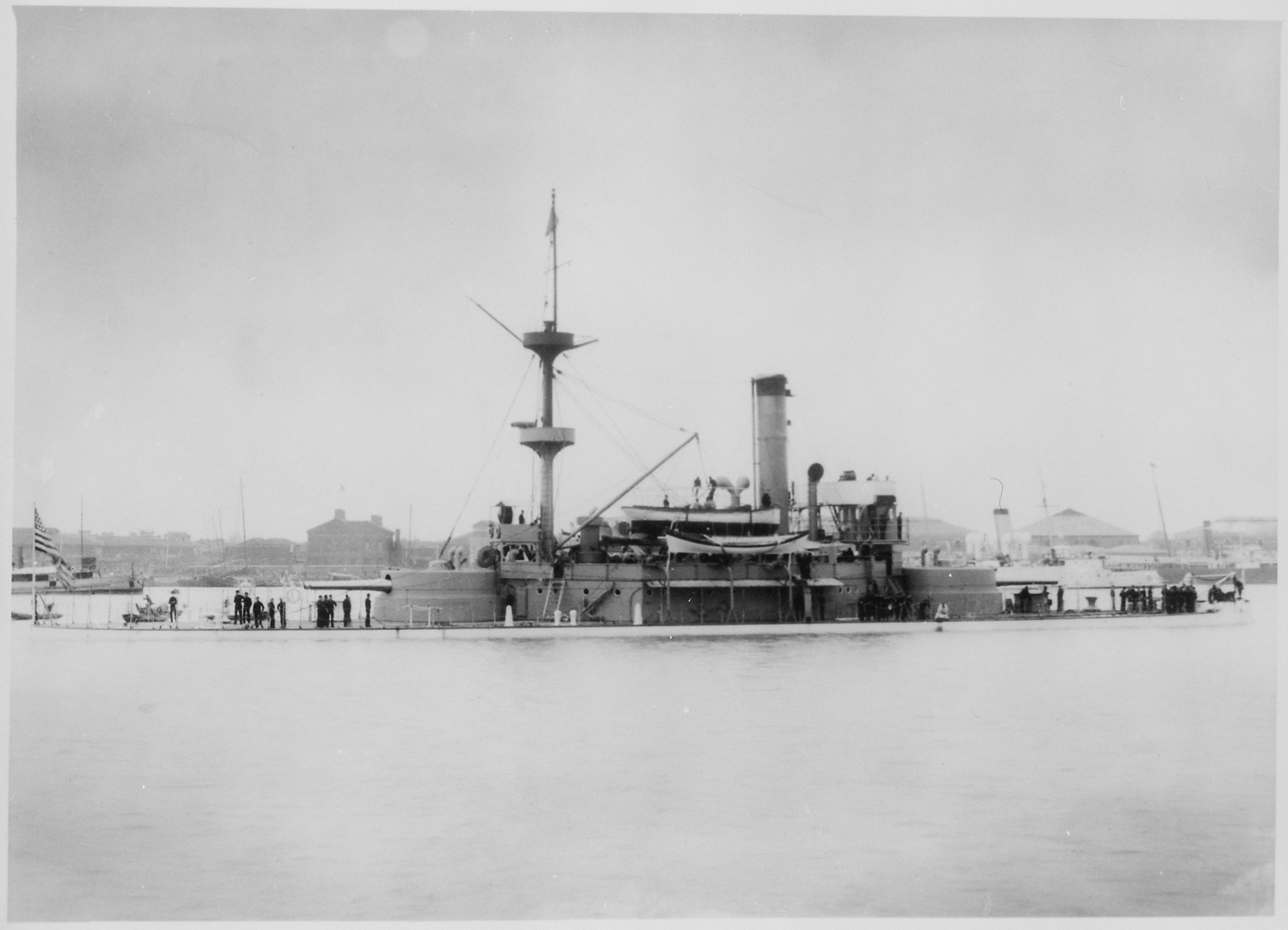
Новый «Монаднок» — формально, «модернизация» старого монитора, на самом деле новый корабль под тем же именем.

В 1873 году, когда отношения США и Испании балансировали на грани войны из-за инцидента с пароходом «Вирджиниус», американский военно-морской секретарь Джордж Робсон инициировал программу модернизации американского флота. Так как Конгресс не давал денег на строительство новых военных кораблей, Робсон вместо этого запросил средства на «ремонт и модернизацию» старых мониторов типа «Миантономо»; на самом деле, все четыре монитора под видом «модернизации» были разобраны на лом в 1874 году, и на выделенные средства заложены четыре новых, современных корабля под теми же именами. Однако, из-за нехватки средств и недовольства Конгресса махинациями Робсона, строительство неоднократно приостанавливалось и новые мониторы вступили в строй лишь спустя два десятилетия после закладки.

## Оценка проекта
Мониторы типа «Миантономо» были одной из первых попыток создать мореходный низкобортный башенный броненосец. Как и все подобные попытки, они были частично успешны: мониторы типа «Миантономо» действительно обладали гораздо лучшей мореходностью, скоростью и маневренностью чем первые мониторы Эрикссона. Тем не менее, главная цель — создать броненосец, способный сражаться в открытом море — по-прежнему не была достигнута. Низкий надводный борт приводил к тому, что орудия «Миантономо» заливало при любом волнении, и вести бой они могли лишь при тихой погоде, либо в спокойных прибрежных водах.
Тем не менее, это были мощные корабли, способные осуществлять длительные океанские переходы и в спокойных прибрежных водах превосходившие все остальные броненосцы своего времени. Вступившие в строй под самый конец Гражданской войны, они не успели принять значимое участие в боевых действиях, но эффективно гарантировали полную невозможность спасения Конфедерации. Однако, построенные не без недостатков (главным из которых был недостаточно подкрепленный корпус, не выдерживающий веса башен), мониторы типа «Миантономо» быстро утратили боевое значение, и уже к середине 1870-х были сильно изношены.